# Животворящ източник (Вертискос)
„Животворящ източник“ (на гръцки: Ζωοδόχου Πηγής) е църква в лъгадинското село Вертискос (Берово), Гърция, част от Лъгадинската, Литийска и Рендинска епархия. Църквата е разположена в центъра на селото. Представлява малък, тъмен храм. Съдейки по архитектурните особености е изградена в XVII век.